# Chosedaju
Chosedaju (rusky Хоседаю) je řeka v Něneckém autonomním okruhu Archangelské oblasti a dolním tokem zasahuje do Komijské republiky v Rusku. Je dlouhá 176 km. Plocha povodí měří 2630 km².

## Průběh toku
Protéká přes Bolšezemelskou tundru. Ústí zprava do Adzvy (povodí Pečory).

## Vodní režim
Zdrojem vody jsou převážně sněhové srážky. Průměrný roční průtok vody ve vzdálenosti 46 km od ústí činí přibližně 23,9 m³/s. Zamrzá v říjnu a rozmrzá v květnu až na začátku června.